# Década 1910 en el Atlético de Madrid

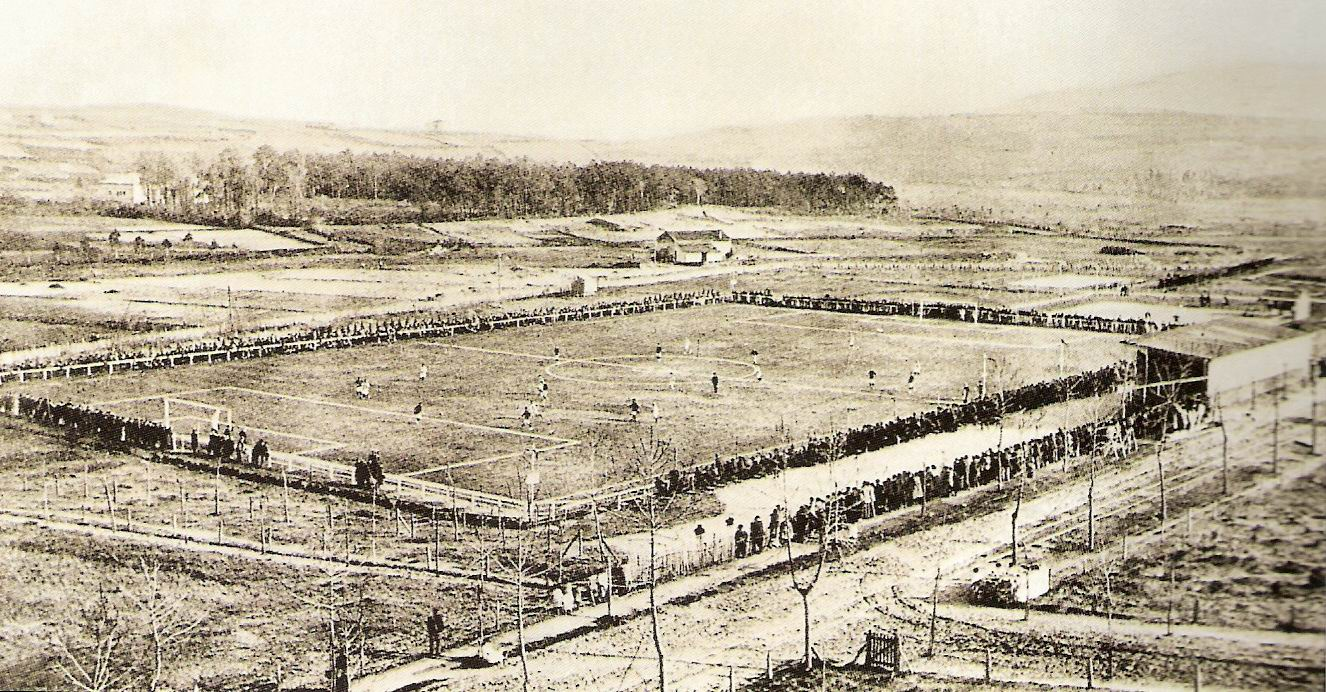
Campo de Jolaseta, en Neguri, donde se debutó la Copa de 1911 ganada por el Athletic Club.

Tras los primeros pasos de la entidad como sucursal del Athletic de Bilbao, el Athletic de Madrid comenzó a disputar competiciones oficiales y a consolidarse como uno de los grandes equipos de Madrid. Nótese que la desvinculación total del club bilbaíno no acontecería hasta 1921, por lo que hasta entonces persistió la imposibilidad para que ambos equipos, madrileño y bilbaíno, pudieran enfrentarse en partidos oficiales o participar en la misma competición oficial al ser considerados el mismo club. De esta forma, fue habitual que en las Copas del Rey ganadas por el Athletic Club esta década y contabilizadas a día de hoy solo por el club bilbaíno, se alinearan jugadores de la sucursal de Madrid, como el madrileño Manuel Garnica Serrano, goleador en la final de 1911 (incluso hubo finales ganadas por el club vasco con más jugadores de la alineación del Athletic de Madrid que de la del de Bilbao). Su presidente durante la mayor parte de esta década fue Julián Ruete, y jugaban como local en un campo de fútbol de la calle O'Donnell.

## La sección de fútbol

### El primer mandato de Julián Ruete
A finales de 1912, concluyó la presidencia de Ramón Cárdenas. Los directivos de Athletic, votación mediante, eligieron como nuevo presidente a Julián Ruete, un hombre trascendental en la historia del club.
Ruete llevaba perteneciendo al Athletic desde 1910, como socio y jugador. Antes, había sido secretario en la Junta Directiva del Madrid, además de centrocampista y capitán del segundo equipo. Tras el Campeonato de España de 1910 organizado por la Unión Española de Clubes, Julián abandonó el club blanco por fuertes disputas con sus dirigentes, y recaló en el Athletic de Madrid.
La primera junta directiva de su presidencia, nombrada oficialmente en noviembre de 1912, estaba conformada por:
- Presidente: Julián Ruete
- Vicepresidente: Claudio Ibáñez de Aldecoa
- Secretario: Manuel Gómez Acevedo
- Vicesecretario: Luis Goñi
- Tesorero: Juan Elorduy
- Contador: Alberto Vivanco
- Vocales: Alejando Smith, Emiliano Zuloaga, José Lequerica y Rafael Oliver.
- Capitán del primer equipo: Martín Aspe
- Capitán del segundo equipo: Joaquín Pérez

#### El campo de O'Donnell
Fue durante su presidencia cuando se comenzó a construir el segundo campo de la historia del Athletic. El campo del Retiro se les quedaba pequeño, estaba anticuado y ni siquiera tenía ningún tipo de valla que lo separase de la calle. El club, que se encontraba en una etapa de aceleradísimo crecimiento, necesitaba urgentemente una nueva sede que pudiese satisfacer sus necesidades.
Julián Ruete fue el principal impulsor de esta iniciativa, dedicando la mayor parte de su tiempo y esfuerzo a esta tarea. El problema económico se solucionó gracias al mecenas del club, don Manuel Rodríguez Arzuaga, que abonó de su propio bolsillo las 30.000 pesetas que fueron necesarias para comprar la madera de la valla.
El campo de O'Donnell fue uno de los primeros campos vallados de España y, por aquel entonces, el mejor de Madrid. Tenía un aforo de 10 000 espectadores, y el terreno de juego era de tierra dura y arcillosa. El hecho de que las vallas de madera rodearan el recinto permitió al club cobrar por los partidos, bien en forma de abonos o de entradas individuales, y así sanear su economía. Justo un mes antes, el Madrid había inaugurado un campo en la misma calle, por lo que ambos clubes pasaron a ser vecinos.
El partido inaugural se jugó el 9 de febrero de 1913 ante el Athletic Club. El conjunto madrileño perdió por 4-0, y el estadio estaba abarrotado.

#### Temporada 1912/1913
Entre enero y marzo de 1913, se jugó la Copa Athletic Club, recordada por la calidad del juego en sus partidos, y por la incertidumbre respecto al resultado de estos. Los cuatro equipos participantes (Madrid, Athletic, Español y Gimnástica) estuvieron muy igualados y ofrecieron encuentros muy emocionantes. Al final empataron a puntos Madrid y Athletic, que tuvieron que enfrentarse en el estadio del equipo blanco para decidir el campeón del torneo. Fue la primera final en la historia de los rojiblancos, que perdieron ante el conjunto madridista por 3-2. Este campeonato sirvió al Madrid para representar a la comunidad que le daba nombre en la Copa de España.

#### Temporada 1913/1914
En octubre de 1913, una vez solucionadas las diferencias entre la Unión Española de Clubes y la Federación Española de Fútbol (que se fusionaron creando la Real Federación Española de Fútbol), nació la Federación Regional de Centro, en la que el Athletic de Madrid pudo inscribirse como un club más, independiente de su homólogo Bilbaíno. Así, por primera vez en su historia, el club madrileño tuvo derecho a participar en la Copa de España en caso de clasificarse, y a enfrentarse con los vascos en competición oficial. Además, desapareció la obligación de cederle sus mejores jugadores para el mencionado torneo. Así, se dio un paso de gigante hacia la independencia del club, aunque no sería hasta 1923 cuando la misma se reflejara en sus estatutos.
Tras este acontecimiento, se nombró una nueva Junta Directiva:
- Presidente: Julián Ruete.
- Vicepresidente: Claudio Ibáñez de Aldecoa.
- Secretario: Manuel Gómez Acevedo.
- Vicesecretario: Luis Goñi.
- Tesorero: Martín Aspe.
- Contador: Alberto Vivanco.
- Vocales: Emiliano Zuloaga, Rafael Oliver, Alfredo Andueza y Santiago Ormaechea.

El I Campeonato Regional de Centro, sucesor del Campeonato de Madrid, se celebró desde el 9 de noviembre de 1913 hasta el 1 de febrero de 1914. El Español había desaparecido, por lo que participaron sólo tres clubes: Athletic de Madrid, Madrid FC y Sociedad Gimnástica Española. Se desarrolló en una liguilla con tres partidos de ida y vuelta, celebrándose paralelamente el Campeonato Regional Centro de 2ª categoría, en el que participó el segundo equipo rojiblanco. El Athletic quedó subcampeón, empatado a puntos con el Madrid.
Durante aquella temporada, Julián Ruete organizó varios partidos amistosos contra rivales de alto nivel para, en primer lugar, hacer taquilla con la que recaudar para las arcas del club y, en segundo lugar, mejorar el nivel del equipo de cara a próximas competiciones. Así se disputó el primer encuentro contra el Barcelona en el campo de O'Donnell, con victoria de los locales por 4-2.
Ese mismo año, el Athletic se retiró de la Copa Espuñes, en la que participaba junto con la Gimnástica y el Madrid, por la negativa de los dirigentes de ambos equipos a atender sus reclamaciones relativas al reglamento del torneo. Tales fueron las dimensiones de la disputa, que el presidente rojiblanco quiso desvinculare de la Federación Regional Centro, y afiliarse a la Federación Norte como filial del Athletic de Bilbao. Dicha ruptura no se llevó a cabo, pero supuso una dura crítica por parte de la prensa.
Desde el inicio de su mandato, Julián Ruete había provocado antipatías entre los periodistas locales. El Athletic siempre había sido tratado con menor preferencia que el resto de los equipos de la capital, por no considerársele puramente madrileño. Así, la prensa manifestó abiertamente su alegría tras la derrota en el Campeonato de Madrid de 1913 frente al conjunto madridista, el preferido de los diarios. El señor Ruete luchó durante todo su mandato contra esta discriminación, sacrificando todo su tiempo y esfuerzo en colocar al club rojiblanco entre los primeros de Madrid y de España.

#### Temporada 1914/1915
En octubre de 1914, de cara al comienzo de la nueva temporada, se renovó la Junta directiva, ocupando los cargos:
- Presidente: Julián Ruete
- Vicepresidente: Fernando Valcárcel
- Secretario: Álvaro de Aguilar
- Vicesecretario: Luis Goñi
- Tesorero: Alberto Vivanco
- Contador: Emilio Zuloaga
- Vocales: Santiago Ormaechea, Pedro Muguruza, Luis Belaúnde y Abdón de Alaiza
- Capitán del primer equipo: Saturnino Villaverde
- Capitán del segundo equipo: Domingo Muguruza

Entre el 8 de noviembre de 1914 y el 8 de febrero de 1915 se disputó el Campeonato Regional Centro, con la participación de Athletic de Madrid, Madrid FC, la Sociedad Gimnástica Española y el debutante Racing Club de Madrid. Los rojiblancos ocuparon la última posición, y se alzó con el campeonato el Racing, que sin embargo no disputó la Copa de España al no llevar inscrito en la Federación los seis meses necesarios. En su lugar, acudió la Gimnástica, que había quedado segunda.
La actuación del equipo colchonero estuvo muy por debajo de su nivel, lo que le ocasionó feroces críticas de la prensa, sobre todo hacia su presidente.
Durante los siguientes meses, el club disputó varios partidos amistosos contra equipos de diferentes puntos de España, para así completar la temporada.

#### Temporada 1915/1916
En octubre de 1915, el club reforzó el primer equipo de cara al Campeonato Regional. La Sociedad Gimnástica Española estaba llevando a cabo una remodelación, por la cual se le restaría importancia al equipo de fútbol para potenciar el resto de las secciones deportivas. Así las cosas, algunos de sus jugadores decidieron abandonar el equipo para unirse a las filas rojiblancas. Fueron llamados “los disidentes”. También se incorporó al equipo el jugador del Sporting de Gijón Fernando Villaverde, que se había trasladado a Madrid para comenzar sus estudios.
La Junta Directiva para aquella temporada estuvo conformada por:
- Presidente: Julián Ruete
- Vicepresidente: Luis Goñi
- Secretario: Antonio Peláez
- Vicesecretario: Cándido de Araluce
- Tesorero: Alberto Vivanco
- Contador: Hermenegildo García
- Vocales: Julián Arzadun, Fernando Guezala, Luis Ruiz Mon y Rodrigo Adán de Yarza

El Campeonato Regional Centro se disputó entre el 24 de octubre de 1915 hasta el 20 de febrero de 1916. El Athletic quedó en tercera posición, demostrando un muy bajo nivel sobre el terreno de juego. Enseguida la prensa arremetió contra el club y su gestión, acusándolo de profesionalismo por haber regalado un par de botas a cada uno de sus jugadores.
Durante el resto de la temporada Julián Ruete continuó organizando encuentros amistosos de interés, a pesar de que las ganancias con cada uno eran mínimas, e incluso alguna vez se había llegado a perder dinero. Sin embargo, el presidente no desistió de aquella iniciativa que llevaría a los mejores clubs del país a jugar en el campo de O'Donnell e incluso de Europa, como fue el caso del Sporting de Lisboa, que visitó Madrid el 26 de diciembre de 1915.
Entre febrero y junio de 1916 se disputó la Copa Espuñes entre los cuatro mejores equipos madrileños de la época. En esta edición sí participó el Athletic de Madrid. Fue sonado el partido contra el Racing en O'Donnell en el que, en protesta contra el arbitraje (aunque la prensa madrileña alabó la actuación del colegiado), el equipo decidió rebelarse contra las normas, cogiendo Quintana el balón con las manos, o dejando entrar Beguiristain un penalti mientras miraba el balón cruzado de brazos. Los racinguistas se alzaron con el campeonato, y el conjunto rojiblanco consiguió una victoria frente a los madridistas después de varios años.

#### Temporada 1916/1917
En julio de 1916 se volvieron a convocar elecciones entre los socios del Athletic, en las que Julián Ruete fue reelegido presidente. La Junta Directiva que se eligió fue la siguiente:
- Presidente: Julián Ruete
- Vicepresidente: Enrique Uriguen
- Secretario: Federico Linnoe
- Vicesecretario: Pedro Muguruza
- Tesorero: Alberto Vivanco
- Contador: Julián Arzadun
- Vocales: Leandro Amilivia y Francisco Castro

Entre octubre de 1916 y febrero de 1917 se disputó el Campeonato Regional Centro, en el que el Athletic ocupó la segunda posición debido a sendas derrotas contra el Madrid, campeón de aquella edición del torneo.
Entre abril y mayo de 1917 se celebró la Copa del Conde de la Motrera, que se llevó a sus vitrinas el Racing tras vencer al Madrid, al Athletic y a la Gimnástica.
Ruete durante aquella temporada había ido consiguiendo su objetivo de engrandecer al club: tenían el mejor campo de Madrid, que destacaba por su comodidad y su aforo; los socios eran ya más de mil; la recaudación en taquilla aumentaba con cada partido; el Athletic se iba asentando en la capital a pesar de los continuos ataques de la prensa; la dependencia con el equipo bilbaíno iba desapareciendo; la plantilla mejoraba temporada tras temporada y además se habían creado numerosas secciones deportivas: tenis, hockey y atletismo. Ya sólo faltaba un título de Campeonato Regional en sus vitrinas para completar la evolución.

#### Temporada 1917/1918
La junta directiva para la temporada 1917/1918 la conformaron:
- Presidente: Julián Ruete
- Vicepresidente: Leandro Amilivia
- Secretario: Manuel Ansoleaga
- Vicesecretario: Pedro Muguruza
- Tesorero: Alberto Vivanco
- Contador: Julián Arzadun
- Director de campo: José Montes
- Vocales: Francisco de Castro y José Allende

Aquel año, por primera vez en su historia, la Gimnástica no disputó el Campeonato Regional, ya que cayó derrotada en el partido de promoción frente al Stadium de Madrid. El torneo se disputó de forma igualadísima entre Racing, Madrid y Athletic, y no se decidió el campeón hasta la última jornada. En ella, una victoria del Racing y otra del conjunto rojiblanco hubiese provocado un triple empate con el Madrid, que obligaría a jugar partidos de desempate. Sin embargo, el conjunto blanco se hizo con el partido, de manera que ganó el Campeonato.

#### Temporada 1918/1919
En la temporada 1918/1919, la sede social del club se trasladó desde la chocolatería de Julián Ruete en la calle Espoz y Mina a una oficina propiedad de Alberto Vivanco, en la calle Salitre.
La Junta directiva estuvo formada por:
- Presidente: Julián Ruete
- Vicepresidente: Vicente Marín
- Secretario: Manuel Ansoleaga
- Vicesecretario: Román Oriol
- Tesorero: Alberto Vivanco
- Contador: Emiliano Zuloaga
- Director de campo: José Montes
- Vocales: Francisco de Castro y José Allende
- Capitán de fútbol: Urbano Iturbe
- Capitán de tenis: Conde de Gomar
- Capitán de hockey: Manuel Alonso
- Capitán de atletismo: Erwin Kossack

El Campeonato Regional de aquella temporada fue un completo desastre. Como novedad, retornó a la competición la Gimnástica, y se unió un nuevo equipo: el Unión Sporting. El Athletic quedó cuarto, únicamente por encima del debutante, y recibió las críticas por parte de la prensa a su juego y, como era de esperar, a su presidente, al que se acusaba de no saber atraer las simpatías del público madrileño hacia su equipo.
Además, hubo un sonado escándalo durante un partido amistoso contra el Unión Sporting, en el que la escuadra rojiblanca venció por 6-0. Tras el encuentro, se acusó a Julián Ruete de habe pagado al conjunto sportinguista para adulterar el resultado y aumentar el prestigio del club con tan abultada victoria. Sin embargo, esta afirmación carecía de pruebas o fundamento, así que rápidamente fue olvidada.

### La presidencia de Álvaro de Aguilar
Julián Ruete, durante sus siete años de presidencia, había vivido por y para el Athletic, dejando de lado su trabajo, su familia, sus amigos, su vida y en ocasiones hasta su salud. Necesitaba una temporada de descanso así que, en abril de 1919, anunció que dejaba el club.
Le sustituyó Álvaro de Aguilar, y se compuso la siguiente junta directiva.
- Presidente: Álvaro de Aguilar
- Vicepresidente: Manuel Ansoleaga
- Secretario: Laureano Rodríguez
- Vicesecretario: Román Oriol
- Tesorero: Alberto Vivanco
- Contador: Emiliano Zuloaga
- Director de campo: José Montes
- Vocales: Francisco de Campo y José Manuel Kindelán

En el Campeonato Regional de aquella temporada surgió la primera polémica por el profesionalismo. El Racing empezó a pagar a sus futbolistas cantidades entre 30 y 50 duros. El Madrid y el Athletic se negaron a jugar contra él si alineaba a deportistas profesionales, ya que por aquel entonces se jugaba al fútbol de forma completamente amateur. Finalmente, la polémica se resolvió en diciembre de 1919, comenzando el Campeonato con cierto retraso.
También se deidió aquel año el título en la última jornada. El Athletic venció ampliamente a la Gimnástica por 6-1 y, en caso de empate entre Racing y Madrid, se hubiese jugado una liguilla de desempate entre los tres equipos. Sin embargo, el conjunto blanco venció por un gol que, según los rainguistas, se marcó con la mano. La polémica desembocó en una agresión al árbitro por parte de los jugadores del Racing, que llevó a una sanción al club y a su descalificación del torneo. Sin embargo, esta al final no se hizo efectiva, ya que el descontar los puntos de los partidos jugados contra el Racing significaba que el Athletic quedaba campeón del torneo, y no les parecía justo. Así, al equipo rojiblanco se les escapó una vez más por los pelos el Campeonato Regional.
A final de temporada, Álvaro Aguilar abandonó la presidencia para unirse a la organización de las Olimpiadas de Amberes, en las que la selección española obtuvo la medalla de plata. Julián Ruete volvió entonces a dirigir el Athletic de Madrid después de su temporada de descanso.

## Otros deportes
Además de la sección de fútbol, eje del Club y principal foco de atención, el Athletic Club de Madrid tuvo otras secciones deportivas durante esta década.

### Sección de hockey
A finales de 1913, el Athletic Club de Madrid creó la sección de hockey al absorber al Madrid Hockey Club, que existía desde 1909. Entre 1913 y 1914, sólo se jugaron partidos de hockey entre los socios de Athletic Club de Madrid en el campo de La Guindalera.
Del 27 de febrero al 1 de marzo de 1915, el Athletic disputó sus primeros partidos oficiales contra el Real Polo Hockey Club de Barcelona en la Ciudad Condal con el primer Campeonato de España de hockey en juego. En el primer encuentro, los rojiblancos vencieron por 2-0 a los catalanes; en el segundo choque, el Polo ganó por 3-2 al Athletic; mientras que en el partido de desempate, la escuadra madrileña goleó por 4-0 al Polo proclamándose campeón de España por primera vez.
El Polo de Barcelona devolvió la visita a los madrileños a principios de 1916. El 3 de enero, el Athletic batió por 1-0 a los barceloneses merced al gol de Álvaro de Aguilar4692. Al día siguiente, el cuadro rojiblanco venció por 3-2. Y el 6 de enero, ambos equipos empataron a un tanto. Luego, en marzo, el Athletic y el Polo disputaron la segunda edición del Campeonato de España de hockey en el campo del Real Polo de Barcelona. En el primer choque, catalanes y madrileños empataron a cero goles; y en el desempate el Polo batió por 1- 0 al Athletic.
En 1917, el Athletic Club de Madrid no pudo acudir al Campeonato de España de Hockey en Barcelona; el Polo consiguió su segundo título consecutivo. Luego, en abril de 1917, el Athletic ganó por 3-0 al Polo en Madrid; los rojiblancos se llevaron a sus vitrinas una Copa donada por el joven Leoncio Bloy.
El 15 y 16 de enero de 1918, se disputó el IV Campeonato de España en los campos de deportes de O’Donnell pertenecientes al Athletic Club de Madrid. Se jugó una final a doble partido. En el primer choque, el Athletic se impuso por 2-0 a la Real Sociedad de San Sebastián gracias a los tantos de Alonso y Del Río. En el segundo encuentro, la formación madrileña goleó por 4-1 a los donostiarras con los goles de Aguilar (2), Aguilera y E. Satrústegui. El Athletic consiguió su segundo Campeonato de España. En abril, el Athletic Club de Madrid se desplazó a San Sebastián para jugar varios partidos amistosos contra la Real Sociedad; los
colchoneros se impusieron, de nuevo, a los donostiarras.
Del 13 al 15 de marzo de 1919, se celebró el Campeonato de España en San Sebastián con la presencia de los tres mejores equipos de la época: Polo de Barcelona, Real Sociedad de San Sebastián y Athletic Club de Madrid. La Real Sociedad logró el título.

### Sección de atletismo

#### Los Juegos Atléticos de Madrid
En los años 10, el Athletic Club de Madrid organizó los Juegos Atléticos de Madrid en el campo de O’Donnell. Esgrima, boxeo, natación y atletismo se ponían en liza en estos interesantes juegos. El Athletic acaparó la mayoría de los trofeos; la competición resultó un éxito tanto por la calidad de los participantes como por la asistencia de público. Asimismo, en 1914, la institución madrileña puso en marcha los Juegos Olímpicos de Madrid, del 5 al 7 de abril.

#### La etapa de Kossak
Erwin Kossak era un atleta alemán que había llegado a Madrid junto a otros compatriotas durante la 1ª Guerra Mundial (1914-1918); Kossak se incorporó a la Sociedad Gimnástica Alemana de Madrid. En 1916, el atleta y preparador germano se convirtió en el capitán y entrenador de la sección de atletismo del Athletic Club de Madrid. Kossak revitalizó la sección y colocó al Athletic en la élite nacional; el alemán contó con la inestimable ayuda del presidente Julián Ruete quien apostó por el atletismo. Gracias a ello, surgieron varios atletas de calidad como Aguilar, Gómez Acebo, Becerril, Reparaz, Botín, Tuduri, Grasset o Entrecanales.
El atletismo de nuestro país empezó a crecer. Las Federaciones regionales fueron apareciendo al amparo de la Federación nacional y se organizaron las primeras competiciones oficiales. Del 8 al 10 de septiembre de 1917, se celebró el primer Campeonato de España al aire libre en San Sebastián. Poco después, el 14 de octubre, el Athletic Club de Madrid organizó un concurso olímpico en el campo de O’Donnell. La competición resultó un éxito tanto por las marcas conseguidas como por el público asistente; Kossak actuó como juez árbitro al mismo tiempo que formó parte del relevo 4x1000 metros del Athletic junto a Reparaz, Escrivá y Retuerto.
En abril de 1918, se celebraron dos competiciones atléticas en la capital de España. En primer lugar, se disputó el concurso atlético de la Sociedad Gimnástica Española en el que el Athletic acabó segundo por detrás de los anfitriones y por delante de la Sociedad Gimnástica Alemana y la Sociedad Cultural Deportiva. El atleta rojiblanco Wöhler consiguió el récord de España en jabalina con un lanzamiento de 42,99 metros; además, Juan Galé se impuso en altura y longitud sin impulso, y Grasset en los 1.500 metros. Más tarde, tuvo lugar el concurso atlético del Athletic Club de Madrid. El conjunto anfitrión superó a la Gimnástica Española, a la Gimnástica Alemana y al Grupo Deportivo del Banco Hispano Americano. La competición cumplió las expectativas creadas. Durante aquellos años, el Athletic promocionó de manera constante y decidida el atletismo; su aportación resultó clave para el devenir del atletismo en nuestro país.
En septiembre de 1918 se disputó el primer Campeonato de Castilla. En esta competición, el relevo de 4 x 400 metros del Athletic formado por Kossak, Entrenacanales, Tuduri y Reparaz batió el récord de España con una marca de 4’03”; sin embargo, la Federación nacional no homologó la marca al participar el alemán Kossak en el relevo cuando los cuatro componentes debían ser españoles. A continuación, el 12 y 13 de octubre, se celebró el Campeonato de España en el campo de O’Donnell, propiedad del Athletic.
El 6 y 20 de abril de 1919, el Athletic Club de Madrid dispuso dos concursos atléticos reservados para sus socios. Además, el 25 de abril, se celebró el concurso de atleta completo (cada atleta participaba en cinco pruebas diferentes) en el campo de O’Donnell; el socio colchonero Reparaz acabó primero. También a finales de abril, el Athletic y la Gimnástica Alemana disputaron un “match-club” que finalizó con triunfo de los rojiblancos. Asimismo, en junio de 1919, tuvo lugar el Campeonato de Castilla de Atleta Completo. Reparaz terminó primero por delante de su compañero Botín en una prueba sin apenas nivel.
En 1920, el Athletic Club de Madrid diseñó una campaña para divulgar y promover el atletismo entre sus socios y los deportistas madrileños. Con tal fin, la entidad rojiblanca, de la mano de Erwin Kossak, desarrolló varios concursos atléticos entre los socios y contra otros clubes. Se pretendía acercar el atletismo al asociado athlético y al aficionado deportivo de la región. En esos años, la sección de atletismo del Athletic vivía una época dorada con atletas de nivel como Reparaz, Botín, Urquijo, Grasset, Fajardo, Retuerto, Kossak, Torres, Lorenzana, Prendes, Entrecanales, Aguilar, Adarraga, Coronado, Leyra y Escrivá.
Asimismo, en el año 1920, los deportistas rojiblancos consiguieron varios récords:
- Federico Reparaz: Récord de Castilla en 110 metros vallas con 18”25
- José Luis Grasset: Récord de España en los 800 metros con 2’07”
- Manuel Alonso: Récord de Castilla en los 1000 metros con 3’04”
- Carlos Botín: Récord de Castilla de los 500 metros con 1’20”
- Rafael Hernández: Récord de España en los 200 metros con 23”4
- Relevo 4x250 metros formado por Lorenzana, Aguilar, Reparaz y Botín: Récord de Castilla con 2’11”
Además, en 1920 se celebraron los Juegos Olímpicos de Amberes. Después de la Olimpiada, el Athletic continuó promocionando el atletismo. El 19 de diciembre de 1920, la entidad rojiblanca puso en liza dos eventos:
1) La carrera de la hora en la que se impusieron Reparaz, Botín, Grasset y Torres con una marca de 20 kilómetros y 153 metros.
2) La tracción de la cuerda por equipos en la cual el conjunto athlético superó al equipo del Regimiento del Rey.

### Sección de Rugby
En 1914, Ramón Resines, los hermanos Simón (Quique y Ramón), Felipe Muñoz Delgado y Marín crearon la sección de rugby en el Athletic Club de Madrid. En estos primeros años, el Athletic mantuvo una interesante pugna con el Madrid y la Sociedad Gimnástica Española; incluso viajó a Biarritz, cuna del rugby francés, para disputar varios encuentros amistosos.

### Sección de tenis
En 1913, con el traslado del Athletic al campo de O’Donnell, el tenis cobró más importancia en la entidad. El club habilitó dos pistas de tenis para que sus socios practicasen este deporte. Las pistas de O’Donnell destacaron como las mejores del Madrid de la época. De las dos pistas iniciales se llegaron a las dieciocho.
La ampliación de la sección con la llegada de las mujeres provocó que se construyese una caseta-chalet junto a las pistas, en el ángulo opuesto a la caseta de los hombres; además, se aumentaron el número de las pistas. El Athletic Club de Madrid se convirtió en el principal referente del tenis madrileño. Julián Ruete apoyó con denuedo al tenis en aquellos años.